# Nina Ponomariova
Nina Ponomariova (en ruso: Нина Аполлоновна Пономарёва; Ekaterimburgo, 27 de abril de 1929-Moscú, 19 de agosto de 2016) fue una deportista, esquiadora, lanzadora y entrenadora rusa.
Comipitó en las disciplinas de esquí de fondo; más tarde se dedicó a los lanzamientos. En Helsinki 1952, la atleta ganó la primera medalla de oro para la Unión Soviética en los Juegos Olímpicos. En Melbourne 1956, Ponomariova ganó la medalla de bronce, y en Roma 1960 fue la campeona olímpica en dos ocasiones. Ganó ocho títulos de campeona de la URSS. Su carrera activa terminó en 1966 y luego se convirtió en entrenadora.

## Premios y honores
- Orden de la Bandera Roja del Trabajo
- Orden de la Insignia de Honor
- Medalla al Trabajador Veterano